# Tîihlaș, Ujhorod
Tîihlaș (în ucraineană Тийглаш) este un sat în comuna Siurte din raionul Ujhorod, regiunea Transcarpatia, Ucraina.

## Demografie
Componența lingvistică a localității Tîihlaș
     Maghiară (82,94%)
     Ucraineană (16,88%)
     Alte limbi (0,18%)
Conform recensământului din 2001, majoritatea populației localității Tîihlaș era vorbitoare de maghiară (82,94%), existând în minoritate și vorbitori de ucraineană (16,88%).